# Pterocheilus chesteri
Pterocheilus chesteri är en stekelart som beskrevs av Carpenter 1986. Pterocheilus chesteri ingår i släktet palpgetingar, och familjen Eumenidae. Inga underarter finns listade i Catalogue of Life.